# Florence Langumier
 (août 2013).
Si vous disposez d'ouvrages ou d'articles de référence ou si vous connaissez des sites web de qualité traitant du thème abordé ici, merci de compléter l'article en donnant les références utiles à sa vérifiabilité et en les liant à la section « Notes et références ».
Pour les articles homonymes, voir Langumier.
Florence Langumier, née le 28 octobre 1954 à Thouars dans le département des Deux-Sèvres en Poitou-Charentes, est une nageuse française, spécialiste de la nage papillon.
Elle participa à ses premiers Championnats de France à l'âge de 13 ans. Elle a été championne de France du 100 m papillon en 1973 dans le temps de 1 min 10,7 s. Elle était affiliée au Stade poitevin de Poitiers.

## Biographie

### Famille
Florence Langumier est la 4e enfant de la famille Langumier. Son père Gabriel Victor Henri Langumier, militaire, peintre, artiste, mais ingénieur géomètre de profession, et de Juliette Reine Vinet, femme au foyer mais spécialisée dans la couture. Ses frères et sœurs : Eric Langumier, l'aîné, a obtenu un doctorat grâce à l'analyse sémiotique des « Cantos » d'Ezra Pound et soutenu à l'Université de Paris VI-Vincennes, le 14 décembre 1978. Catherine Langumier faisait partie de l'Équipe de France de plongeon et Christian Langumier proviseur d'une école à Évreux dans le nord de la France.

### Parcours scolaire et études spécialisées
Florence Langumier commença tout d'abord par aller à l'école primaire libre catholique Jeanne d'Arc à Thouars, mais changea d'école sur la volonté de sa mère à cause de nombreuses remarques des religieuses par sa non-motivation et son sommeil presque constant pendant les heures de classes. Elle est donc transférée à l'école primaire, cette fois publique, Ferdinand Buisson à Thouars, où elle resta 3 ans jusqu'à son entrée au collège Tyndo de Thouars, où elle resta de la 6e à la 3e.  À son entrée au lycée Jean-Moulin en 1969, elle devient une élève lambda mais finit par redoubler son année de seconde mais est quand même retenue par son intérêt pour les langues étrangères et pour l'histoire contemporaine. Cet intérêt profond sera concrétisé à ses résultats obtenus au baccalauréat en juin 1973 avec filière Littéraire Trois langues Vivantes (anglais, espagnol et allemand). Florence Langumier a obtenu 19/20 en allemand, 19/20 en histoire et 14/20 en anglais. Toutes ces notes obtenues lui donnèrent un Baccalauréat avec Mention Assez-Bien. 
À la suite du baccalauréat en 1973, elle rejoint en septembre 1973, l'École Supérieure des Carrières féminines de Vichy pour la préparation d'un BTS de tourisme pendant 2 ans. Elle travaille pendant 12 ans, soit entre 1976 et 1988. Depuis 1990, Florence Langumier travaille au Congrès et Expositions de Bordeaux.